# Sant Martí (metropolitana di Barcellona)
Sant Martí è una stazione della metropolitana di Barcellona.
La stazione è situata sotto la Rambla de Guipúscoa, nel distretto di Sant Martí di Barcellona.
Fu inaugurata nel 1997 con l'apertura del prolungamento della Linea fino alla stazione di La Pau.

## Accessi
- Rambla Guipúscoa - Carrer de l'Agricultura
- Rambla Guipúscoa - Carrer de Cantàbria